# ميثم نقي زاده
ميثم نقي زاده (بالفارسية: میثم نقی‌زاده) هو لاعب كرة قدم إيراني في مركز الوسط، ولد في 20 مايو 1986 في مرند في إيران. لعب مع نادي برسبوليس ونادي شهر خودرو ونادي غسترش فولاد ونادي ماشين سازي.

## وصلات خارجية
- ميثم نقي زاده على موقع قاعدة بيانات كرة القدم.إي يو (الإنجليزية)
- ميثم نقي زاده على موقع Soccerway.com (الإنجليزية)